# Port lotniczy Al-Husajma
Port lotniczy Al-Husajma (IATA: AHU, ICAO: GMTA) – port lotniczy położony 17 km od Al-Husajmy, w regionie Taza-Al-Husajma-Taunat, w Maroku.

## Linie lotnicze i połączenia
| Linia Lotnicza          | Kierunek                          |
| ----------------------- | --------------------------------- |
| Royal Air Maroc Express | 1. Casablanca 2. Tanger 3. Tetuan |
| Transavia.com           | 1. Rotterdam                      |
| TUI fly Belgium         | 1. Bruksela                       |